# Leptometra
Leptometra A.H.Clark, 1908 è un genere di crinoidi appartenente alla famiglia degli Antedonidi.

## Descrizione
Questi animali sono in grado di nuotare liberamente nelle acque marine, dove vivono. Il corpo è formato da cinque paia di braccia piumate che spuntano da un corpo centrale concavo. Possiede inoltre diversi cirri particolarmente lunghi, suddivisi da massimo cinquanta segmenti, che sono ancorati ad un elemento a forma di cono, che si trova al centro del disco a cui si appendono le braccia piumate.

## Tassonomia
Il genere Leptometra comprende due specie:
- Leptometra celtica (McAndrew & Barrett, 1857)
- Leptometra phalangium (Müller, 1841)